# Can Macià (Òdena)
Can Macià, Mas Rossinyol de Moragues o Can Bohigas és una casa pairal d'Òdena (Anoia) protegida com a bé cultural d'interès local.

## Descripció

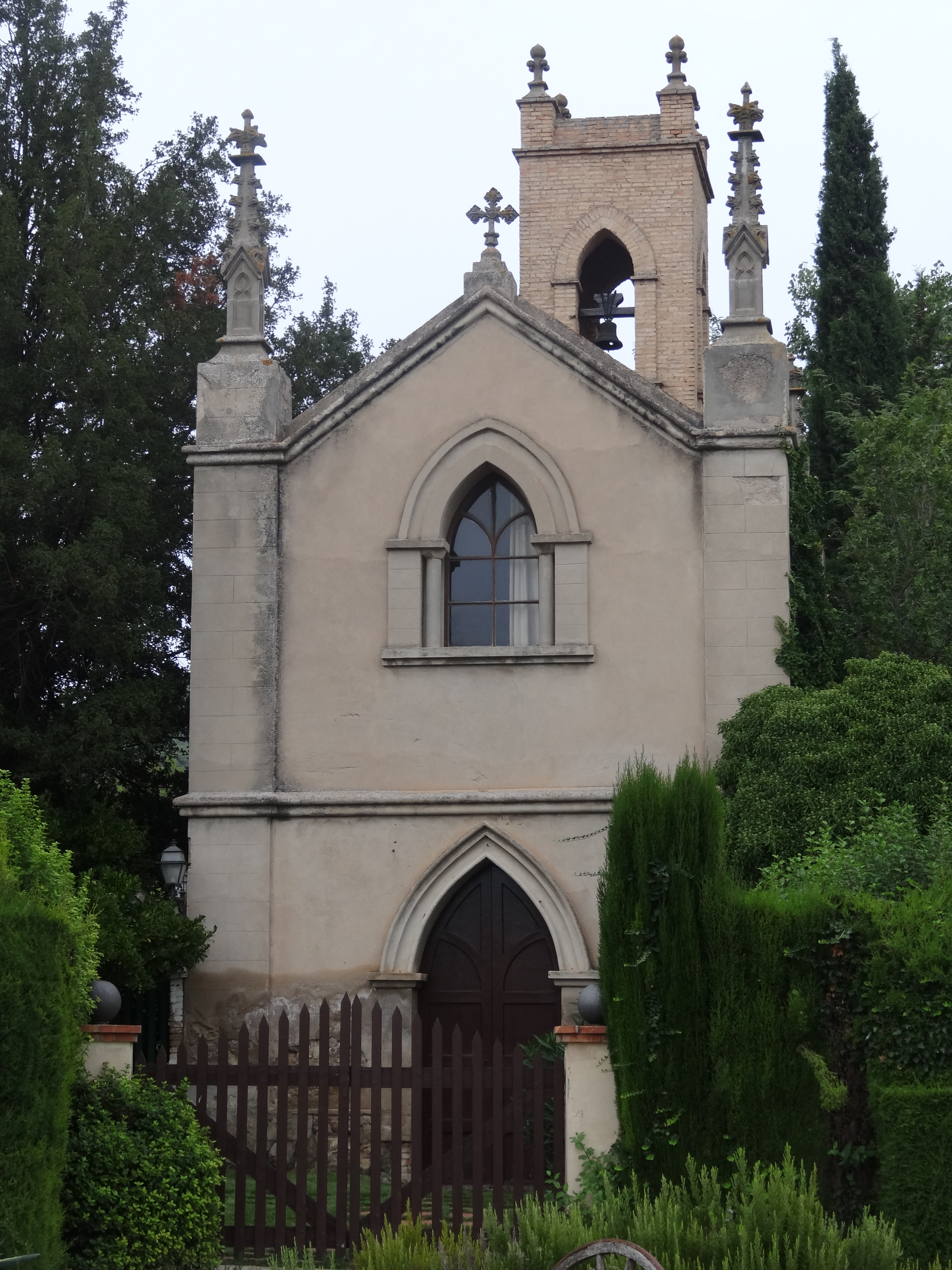
Capella de Mare de Déu de la Mercè

És d'estil popular, propi dels segles XVI-XVII fonamentalment, amb les típiques parts com: pati d'entrada, cuina, escala, cambres, sala per a les festivitats, rellotge de sol del segle xix i una capella dedicada a la Mare de Déu de la Mercè, construïda l'any 1927, de regust historicista-neogòtic. Disposa d'instal·lacions annexes amb caves destinades a l'elaboració de vins escumosos. Destaca l'acurada arquitectura i el seu mobiliari i ceràmica que decoren l'interior. Els murs són de maçoneria arrebossats i emblanquinats. La coberta és de teula àrab.

## Història
La pairalia és esmentada en diversos capbreus dels anys 1531, 1573 i 1627, en què és citat el nom antic Mas Rossinyol de Moragues. El nom de Can Macià el prengué a mitjan segle xix. L'any 1933 i a càrrec d'en Joan Vives es construïren les caves per a vins escumosos; el seu nebot, Josep Maria Bohigas, ha modernitzat el procediment i ha donat nom a la marca "Bohigas".